# Amastus porioni
Amastus porioni là một loài bướm đêm thuộc phân họ Arctiinae, họ Erebidae.